# Novozymes
Novonesis (ehemals Novozymes A/S) ist ein dänisches Biotechnologieunternehmen mit Sitz in Bagsværd (Dänemark), das zur Novo Holdings A/S gehört. Das Unternehmen ist im Aktienindex OMX Copenhagen 25 gelistet.
Novozymes ist der weltweit größte Enzym-Hersteller und ein wichtiger Mikroorganismen-Lieferant. Zu den Produkten gehören Waschmittelenzyme, Enzyme für die Stärke-, Textil- und Bioethanolindustrie, für die Leder- und Papierindustrie, Lebensmittelenzyme für die Back-, Brau-, Alkohol-, Saft- und Weinindustrie sowie Futterenzyme.

## Geschichte
2000 wurde das Unternehmen Novo Nordisk in drei eigenständige Unternehmen aufgeteilt, wodurch unter anderem Novozymes entstand. 
Seit September 2016 gehört das 2001 von den Berliner Mikrobiologen Christine Lang und Ulf Stahl mitgegründete Forschungs- und Biotechnologie-Unternehmen Organobalance zu Novozymes. Das Unternehmen verfügt unter anderem über eine der weltweit größten Sammlungen mit mehr als 8000 Hefe- und Milchsäurebakterien-Kulturen, die bis in die 1920er-Jahre zurückreicht.
Im Dezember 2023 fusionierte das Unternehmen mit Chr. Hansen zu einer neuen Firma namens Novonesis.
CEOs:
- Steen Riisgaard , 2000–2012
- Peder Holk Nielsen, 2012–2020